# Herrera (Espanha)
Herrera é um município da Espanha na província de Sevilha, comunidade autónoma da Andaluzia, de área 53 km² com população de 6450 habitantes (2007) e densidade populacional de 115,91 hab/km².

## Demografia
| Variação demográfica do município entre 1991 e 2004 | Variação demográfica do município entre 1991 e 2004 | Variação demográfica do município entre 1991 e 2004 | Variação demográfica do município entre 1991 e 2004 |
| --------------------------------------------------- | --------------------------------------------------- | --------------------------------------------------- | --------------------------------------------------- |
| 1991                                                | 1996                                                | 2001                                                | 2004                                                |
| 5700                                                | 5925                                                | 6113                                                | 6184                                                |